# Айзавл (округ)
Айзавл - округ у штаті Мізорам, Індія. Площа округу становить 3577 км², а населення 400309 осіб (станом на 2011). 

## Демографія
Із 400309 мешканців округу 199270 (49.8 %) становлять чоловіки та 201039 (50.2 %) становлять жінки. В окрузі зареєстровано 82524 домогосподарств (із яких 79.0 % у містах та 21.0 % у селах). У містах проживає 314754 осіб (78.6 %), а в селах 85555 осіб (21.4 %). Грамотними є 340595 осіб (85.1 %), а неграмотними 59714 осіб (14.9 %). Грамотними є 85.1 % чоловіків та 85.1 % жінок.

## Міста
- Аїджал
- Дарлон
- Сайранг
- Сайтуал
- Сакордай
- Селінг
- Сесонг